# Patagonische plevier
De Patagonische plevier (Zonibyx modestus) is een waadvogel uit de familie van plevieren (Charadriidae).

## Verspreiding en leefgebied
Deze soort komt voor in het zuidelijk deel van Argentinië, Chili en op de Falklandeilanden.